# Lodewijk van Mierop

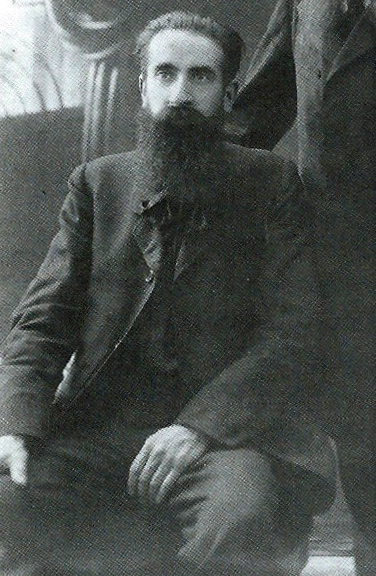
Lodewijk van Mierop (1906)

Lodewijk van Mierop, eigentlicher Name: Dirk Lodewijk Willem van Mierop (* 1. Januar 1876 in Rotterdam; † 13. Juni 1930 in Bussum), war ein niederländischer Autor, Antimilitarist, Zeitschriftenherausgeber, Aktivist, Organisator, Pazifist und christlicher Anarchist.

## Leben
Van Mierop wuchs in einer wohlhabenden Familie auf. Sein Vater, Lodewijk Regnerus Constantijn Gertrudes van Mierop, war ein Holzhändler. Seine Mutter, Justine Marie Pauline van Lelyveld, überzeugte ihn, Theologie zu studieren. Bereits als Jugendlicher war er, überzeugt durch das Interesse seiner Mutter am sozial orientierten Christentum (sociaal georienteerd Christendom), ein Anhänger des christlichen Anarchismus. Er studierte neben Theologie in Amsterdam auch  Mathematik und Naturkunde in Leiden. Durch  andere Theologiestudenten lernte er die Werke von Lew Tolstoi kennen.
Er war Gründer und Organisator verschiedener Verbände und Organisationen. Redakteur und Herausgeber mehrerer Zeitschriften, Vorsitzender und Propagandist. 1915 unterschrieb van Mierop ein Manifest für Wehrdienstverweigerung und wurde zu 15 Tagen Gefängnis verurteilt. Seine Erfahrungen hierüber beschrieb er in seinem veröffentlichten Tagebuch Uit de cel (Soest 1916). Zusammen mit Felix Ortt war van Mierop einer der einflussreichsten christlichen Anarchisten in den Niederlanden.

## Wirken
Nach seinem Studium widmete sich van Mierop dem christlichen Anarchismus in der Überzeugung, dass ein Leben im Sinne Jesu Christi die Möglichkeit bot, die Gesellschaft zu verändern. Dazu gehörten seiner Meinung nach Gewaltlosigkeit, Wehrdienstverweigerung, sexuelle Enthaltsamkeit (geslachtelijke zelfsbeheersing) und Vegetarismus. Von dem 1894 gegründeten Nederlandsche Vegetariers Bond („Niederländischer vegetarischer Bund“)  war van Mierop im Ersten Weltkrieg im Vorstand tätig. 1897 gründete er den Algemeen Nederlandsche Geheel-Onthouder Bond („Allgemeiner niederländischer Abstinenzler Bund“, ANGOB), von dem Jacob van Rees Vorsitzender wurde und Hendrik Ebo Kaspers aktiv mitwirkte. Er war Redakteur sowie Autor der Zeitschrift De Geheelonthouder des ANGOB. Zusammen mit Felix Ortt und Jacob van Rees war er an der Herausgabe der Tolstojaner-Zeitschrift Vrede (Friede) beteiligt.
Im Oktober 1899 gründete er in Blaricum die Gruppe Vereniging Internationale Broederschap (wörtlich: „Vereinigung der Internationalen Brüderschaft“, VIB; oder auch IB abgekürzt), die nach den Idealen des christlichen Anarchismus leben sollte. Zusammen mit G.F. Lindeijer war er Redakteur der VIB-Zeitschrift Arbeiders-Weekblad („Arbeiter-Wochenblatt“). Die VIB bestand anfangs aus ungefähr 20 Mitgliedern, unter anderem einem Bäcker, einem Tabakhändler, Arbeiter aus verschiedenen Berufen und einem Pfarrer sowie deren Ehefrauen und Kindern. 1903 solidarisierte sich die VIB mit dem dort stattgefundenen Eisenbahnstreik („Spoorwegstaking“).
1903 kam es zu einem Konflikt mit der benachbarten Bevölkerung. Sie drangen auf das Gelände der „Spinatfresser“ und „Roten Grasfresser“ (gemeint waren die Vegetarier) ein, und es kam zu Brandstiftungen. Einige Mitglieder der VIB wollten sich mit Waffen verteidigen, van Mierop und Felix Ortt lehnten jedoch den gewaltsamen Widerstand ab. Das war das Ende der VIB. Den  Untergang der „Vereinigung der internationalen Bruderschaft“ beschrieb Felix Ortt in seinem  Roman Felicia (1905).
Im Frühjahr 1901 unterstützte er die Rein Leven-Beweging (sinngemäß: „Bewegung für Keusches Leben“, RLB) und die Zeitschrift
Rein Leven. Um die christlichen Anarchisten, die zu jener Zeit verstreut in verschiedenen Gruppen und Organisation agierten, zu vereinigen, gründete van Mierop 1908 in Soest die Stiftung Chreestarchia, die allerdings nicht lange bestand und danach hauptsächlich als Verlag weitergeführt wurde.
Van Mierop zog 1903 nach Amersfoort und gründete die Zeitschrift Tegen Leugen en Geweld („Gegen Lügen und Gewalt“). Nach dem Ende der VIB nahm er Kontakt auf mit der christlich-anarchistischen Gruppe Nieuwe Niedorp, dort war er bis 1909 im Vorstand.
Von der von ihm gegründeten Stiftung Het Ingekeerde Leven, war van Mierop von 1907 bis 1925 Vorsitzender. Die Stiftung gab religiöse Schriften heraus und stellte Bücher leihweise zur Verfügung. Zusammen mit seiner Frau, Geertruida van Mierop-Mulder, errichtete er 1912 die Engendaalsschool, eine Schule basierend auf humanitärer Grundlage. Die Schulleitung musste strengen Anforderungen entsprechen: Nichtraucher zu sein, Antimilitarist und Abstinenzler. Der Name wurde 1929 geändert in Stichting van der Huchtschool. Im gleichen Jahr gründete Felix Ortt die Stichting tot in standhouding van Van der Huchtschool („Stiftung zur Erhaltung der Van der Huchtschool“).
Van Mierop war ebenfalls beteiligt an der Gründung von dem Nationaal Comitee voor Moederbescherming en seksuele Hervorming (etwa: „Nationales Komitee für Mutterschutz und sexuelle Neugestaltung“). Dieses Komitee unterstützte unter anderem unverheiratete Mütter und setzte sich ein für die Bekämpfung von Prostitution. Im November 1912 konnte er durch sein Auftreten erreichen, dass in Belgien auch eine Rein Leven-Beweging (RLB) entstand. Durch seine jahrelange Propaganda in der von ihm herausgegebenen Zeitschrift Levenskracht (wörtlich: „Lebenskraft“) konnte ebenfalls eine RLB-Gruppe in Niederländisch-Indien entstehen.
Für etwa 18 Monate reiste van Mierop mit seiner Frau im Juni 1914 nach Bern, um zur Ruhe zu kommen. Zurück in den Niederlanden war er 1915 Mitgründer vom Vrije Menschen Verbond („Bund freier Menschen“, VMV). Der VMV schloss sich dem Bond van Christen-Socialsten („Bund der Christen-Sozialisten“) an. Vergeblich bemühten sich van Mierop und Felix Ortt um einen anarchistischen Kurs des Bundes. 1915 unterzeichnete er das Dienstweigeringsmanifest („Manifest für Wehr- und Kriegsdienstverweigerung“) und wurde zu 15 Tagen Gefängnis verurteilt. Der niederländische Anarchist Jan Sterringa unterzeichnete das Manifest ebenfalls, wurde aber nicht verurteilt. Bis 1923 war van Mierop Redakteur der Zeitschrift De Vrije Communist („Der freie Kommunist“), bei der Christiaan Cornelissen bis 1907 Redakteur war.
Clara Gertrud Wichmann, van Mierop und andere gründeten 1920  den Bond van religieuze Anarcho-Communisten („Bund religiöser Anarchokommunisten“, BRAC), der die Gewaltlosigkeit propagierte.  Zusammen mit Kees Boeke und C.G. Wichmann war van Mierop Mitglied vom Comitee van Actie tegen de bestaande opvattingen van Misdaden en Straf. In der avantgardistischen Zeitschrift i10 publizierte van Mierop eine Artikelserie Van Misdadiger tot zielsziekte. Er war der Meinung, dass Verbrecher („misdadiger“) eine kranke Seele („zielsziekte“) hätten.
1929 zog er sich zurück aus dem Komitee der RLB und im gleichen Jahr erschien die Zeitschrift Levenskracht zum letzten Mal.
Lodewijk van Mierop veröffentlichte unter den Pseudonymen „Homo“ und „Laborator“. Er lebte in Wilder Ehe und war Vater von drei Kindern.

## Veröffentlichungen (Auswahl)
- Met of zonder staatshulp? Het voor en tegen van wettelijke bepalingen, in zake drankbestrijding, wat nader beschouwd. Een woord tot alle drankbestrijders. Dordrecht 1898.
- Hoe is onze houding tegenover oorlog en militarisme?. Den Haag 1899.
- Weg met het militarisme!, Den Haag 1899.
- Dwepers! Een beschouwing over Tolstoy en zijn geestverwanten. Den Haag 1901.
- Algemene werkstaking. Blaricum  (ohne Jahresangabe)
- Mijn aanklacht. Een moordaanslag van staatswege. Amersfoort 1903.
- Wanneer is geslachtsgemeenschap geoorloofd?, Amersfoort 1904.
- De slavernij der vrouw. Den Haag 1907.
- Waarom het 'vrije huwelik' zin heeft in onze tegenwoordige maatschappij. Amsterdam 1910.
- De rein leven-beweging in haar beginsel en arbeid geschetst. 1913.
- Het recht der persoonlike vrijheid tegenover de staatsmacht. Rotterdam 1916.
- Dienstweigering uit beginsel geen strafbaar feit. Soest 1916.
- Een vertrouwelik woord tot jonge mannen aankomende jongens over een geheime gewoonte. 1922.
- Wij eisen vrijlating van onschuldig veroordeelden. 1905.
- Zusammen mit Felix Ortt: Des Christens standpunt tegenover het maatschappelijk leven. Soest 1912.

## Weiterführende Literatur
- Hans Ariens, Laurens Berentsen, Frank Hermans: Religieus anarchisme in Nederland tussen 1918 en 1940: in het rijk der vrijheid. Zwolle 1984, ISBN 90-6346-518-1.
- C. Broos, Carel Blotkamp, Marjan Boot: Kunst en kunstbedrijf: Nederland 1914-1940. (Nederlands kunsthistorisch jaarboek, Teil 28). Herausgegeben vom Ministerie van Cultuur, Recreatie en Maatschappelijk Werk, 1978, ISBN 978-90-228-4431-1.
- André de Raaij: Onze god is een arbeider – de Nederlandse christen-anarchisten omstreeks de eeuwwisseling. Amsterdam 1989.
- Albert de Jong: Lodewijk van Mierop. In der Zeitschrift Bevrijding. Nr. 3. 1930
- J.B. Meijer: Bij het overlijden van Truus van Mierop. In der Zeitschrift Socialisme van onderop! vom 15. Oktober 1949.
- M.W.J.L. Boersen: De kolonie van de internationale broederschap te Blaricum. Blaricum 1987.
- Max Nettlau (Hrsg.): Geschichte der Anarchie. Neu herausgegeben von Heiner Becker. In Zusammenarbeit mit dem IISG, Amsterdam. Bibliothek Thélème, Münster 1993, 1. Auflage. Neudruck der Ausgabe Berlin, Verlag Der Syndikalist, 1927.
  - Band 5, Anarchisten und Syndikalisten. Abschnitt IX. „Die holländischen sozialistischen Anfänge. Multatuli. Internationale. Ferdinand Domela Nieuwenhuis. Die kommunistischen Anarchisten. Die Christen-Anarchisten“.
- Amanda Kluveld: Reis door de hel der onschuldigen. Amsterdam University Press. Amsterdam 2000, ISBN 90-5356-405-5, S. 131.
- Christine Holste, Richard Faber (Hrsg.): Der Potsdamer Forte-Kreis. Eine utopische Intellektuellenassoziation zur europäischen Friedenssicherung. Verlag Königshausen & Neumann. Würzburg 2001, ISBN 3-8260-2041-3, S. 57.
- Dennis de Lange: Die Revolution bist Du! Der Tolstojanismus als soziale Bewegung in den Niederlanden. Verlag Graswurzelrevolution, Heidelberg 2016. ISBN 978-3-939045-27-4